# Pskovavia
Pskovavia (russisch Псковавиа) war eine russische Passagier- und Frachtfluggesellschaft mit Sitz in der nordwestrussischen Stadt Pskow. Das Drehkreuz der Fluggesellschaft befand sich auf dem dortigen Flughafen. Sie führte vorwiegend regionale Flüge im Linien- und Charterverkehr im Nordwesten Russlands durch. Außerdem wurden nationale und internationale Frachtflüge angeboten.

## Geschichte
Pskovavia wurde 1944 gegründet und gehörte bis zum Ende der Sowjetunion – wie alle Fluggesellschaften dort – zu Aeroflot. Unter deren Dach war sie für den Bereich rund um Pskow zuständig. Die Fluggesellschaft wurde in eine Aktiengesellschaft überführt, an der die Oblast Pskow seit Januar 2014 alle Anteile hält. Die Flüge waren im Jahr 2015 durchschnittlich zu 67 % ausgelastet. Damit arbeitet die Fluggesellschaft defizitär und ist auf staatliche Unterstützung angewiesen. So erhielt die Fluggesellschaft im Jahr 2015 Subventionen aus dem Budget der Russischen Föderation (203 Mio. Rubel) und die Oblast Pskow (48 Mio. Rubel). Trotzdem ergab ein Audit im November 2016 Schulden in der Höhe von 250 Mio. Rubel, trotz der Schulden wurde der Flugbetrieb weitergeführt. Mithilfe von Subventionen und Finanzierungen wurden alle erfolgten Einschränkungen durch die zivile russische Luftfahrtbehörde im Februar 2017 aufgehoben.
Seit Anfang 2018 befand sich die Fluggesellschaft in einer schweren finanziellen Krise. Im Januar kam es zu Ausständen bei der Zahlung der Löhne für die gut 250 Mitarbeiter, welche sich ihrerseits an den Gouverneur der Oblast Pskow mit der Bitte wandten, dass Unternehmen nicht bankrottgehen zu lassen. Zu dieser Zeit unterstützte die Oblast die Fluglinie monatlich bereits mit 6 bis 10 Mio. Rubel. Am 2. April 2018 setzte Rosawiazia die Lizenz der Fluggesellschaft auf deren eignen Antrag ab dem 3. April 2018 bis auf Weiteres aus. Dies sollte nach Angaben des Generaldirektors von Pskowavia dazu dienen, um Zeit für die Beseitigung von Beanstandungen aus einer Untersuchung der russischen Luftfahrtagentur im Februar 2018 zu gewinnen. Damals war die Lizenz mit Beschränkungen um einen guten Monat verlängert worden. Wären die Beanstandungen nicht bis zum 3. April 2018 behoben worden, wäre die Lizenz gänzlich entzogen worden. Mit Stand September 2018 wurde die Lizenz nicht wieder erteilt.

## Ziele
Die einzigen beiden Passagierdestinationen, die regelmäßig bedient wurden, führen von Pskow nach Moskau und nach St. Petersburg. Außerdem gab es Passagierverbindungen von St. Petersburg nach Apatity, Kotlas, Kursk und Wladimir.
Außerdem wurden Passagierflüge im Charterbetrieb auf vorwiegend russischen nationalen Verbindungen und nationale sowie internationale Frachtflüge angeboten.

## Flotte

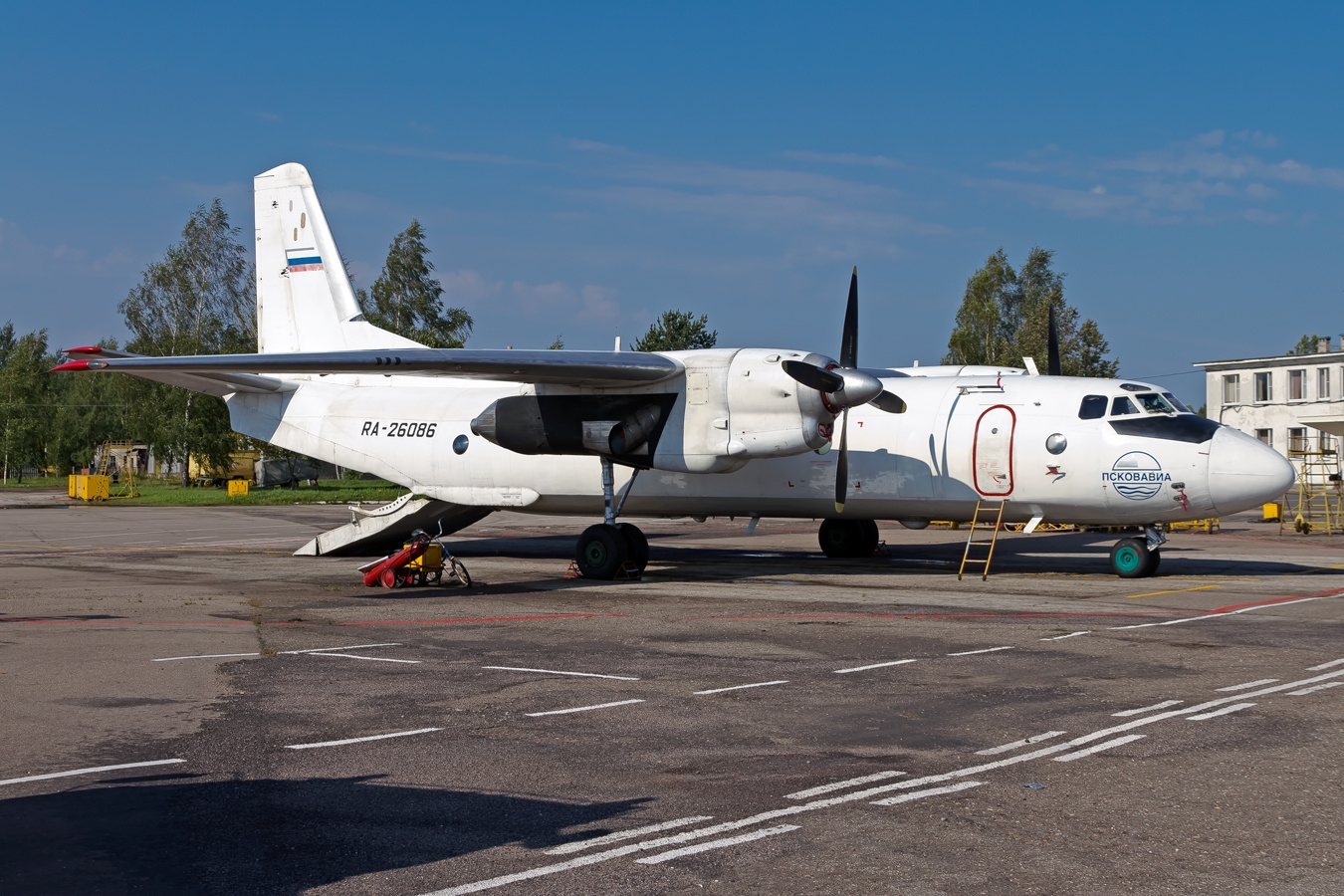
Antonow An-26B

Mit Stand März 2017 bestand die Flotte der Pskovavia aus sieben Flugzeugen mit einem Durchschnittsalter von 40,9 Jahren:
| Flugzeugtyp   | Anzahl | bestellt | maximale Nutzlast | Anmerkungen     |
| ------------- | ------ | -------- | ----------------- | --------------- |
| Antonow An-24 | 05     |          | 48–50 Passagiere  |                 |
| Antonow An-26 | 02     |          | 5,5 t             | Frachtflugzeuge |
| Gesamt        | 7      |          |                   |                 |